# Gil Netter
Gil Netter é um produtor cinematográfico norte-americano. Como reconhecimento, foi nomeado ao Oscar 2013 na categoria de Melhor Filme por Life of Pi.